# 高橋名人之冒險島
《高橋名人之冒險島》是日本Hudson Soft公司於1986年9月12日發售的紅白機遊戲，改編自世嘉的遊戲《神奇男孩》。

## 概要
和《超級瑪利歐》、《刺猬索尼克》等遊戲一樣，這是一款2D橫向捲軸遊戲。其實這遊戲並非HUDSON的原創作品，HUDSON是從Westone（《神奇男孩》的開發者）得到遊戲的授權。這是冒險島系列在FC平台上的第一個作品。遊戲的目的是救出主角高橋名人的戀人蒂娜。整個遊戲共有8個場景，而每一個場景又包括4個階段。主角會在最後一個階段的結尾遇到BOSS角色。只有打倒了BOSS（弱點在頭部）才可以順利通關，對付BOSS的難度隨著場景數的增加而增加（比如打倒場景1的BOSS只需攻擊8次，以後場景數每增加1攻擊數目增加2，到了場景8需攻擊22次方能打倒BOSS）。游戏续作《高橋名人之冒險島II》于1991年7月在FC平台发行。

## 遊戲設定
在遊戲中如主角撞上敵方角色、巨大滾石、火焰，或落水、掉入深坑等，均會導致死亡。主角可從沿途中各種物品（如水果、蛋）中攝取能量和獲得新能力。新能力包括（但不限於）攻擊力、滑板和妖精保護。

## 制作
《冒險島》的製作始於世嘉街機遊戲《神奇男孩》的移植。Hudson獲得從製作商Escape的移植授權。在移植過程中，遊戲的主角進行了改動，並以Hudson的發言人高橋名人命名。在西方版本中，高橋名人命名為Master Higgins。

## 评价
《高桥名人之冒险岛》收到正面至混合的评价。GameSpot给与游戏6.5/10的分数。GamesRadar将本游戏列为FC游戏机最佳游戏第23位。

## 外部連結
- 高橋名人之冒險島（HUDSON Selection）
- 高橋名人之冒險島（Virtual Console） （页面存档备份，存于）